# Max Kettel
Max Emile Jean Kettel, plus connu sous le nom Max Kettel (né  le 4 février 1902 à Genève et mort le 30 janvier 1961 dans la même ville) est un reporter-photographe suisse. Il cofonde à Berne en 1948 l’Association genevoise des reporters-photographes.

## Biographie
Il fait des études de dessinateur en génie civil au Technicum de Genève, puis en 1922 il suit les cours de la Société genevoise de photographie.
Entre 1926 et 1960 Max Kettel publie des centaines de reportages dans les principaux magazines suisses : L’illustré, La Patrie suisse ou Die Schweizer Illustrierte, ainsi que dans Life. Il travaille également pour des offices du tourisme et le Touring Club Suisse.
Il est l’unique photographe à avoir couvert la fusillade du 9 novembre 1932 à Genève. En 1942, il est le correspondant à Genève de l'agence de photographies de presse suisse A.T.P. Bilderdienst. 
En 1943, il photographie le travail hivernal des bûcherons dans la région de la commune de Bière.
Ses fonds photographiques sont conservés à la Médiathèque Valais-Martigny et la Bibliothèque de Genève.

## Exposition
- La Suisse Magazine – Les reportages de Max Kettel (1926-1960), Médiathèque Valais-Martigny, 2020[6]

## Archives
Fonds Max Emile Jean Kettel (1930-1957) [2700 négatifs souples au format 06x06 cm ; environ 100 tirages originaux et 250 tirages modernes, un fichier papier manuscrit.].  Cote : CH-000007-9 CIG ket. Genève : Centre d'iconographie de la Bibliothèque de Genève (présentation en ligne).
Le fonds contient des sujets d'actualités de 1930 à 1957 concernant la Suisse.